# Залески (Житомирская область)
Залески (укр. Заліски) — село на Украине, основано в 1547 году, находится в Малинском районе Житомирской области.
Код КОАТУУ — 1823487202. Население по переписи 2001 года составляет 79 человек. Почтовый индекс — 11613. Телефонный код — 4133. Занимает площадь 0,922 км².

## Адрес местного совета
11600, Житомирская область, Малинский р-н, с. Скураты